# النمر الوردي وأصدقاؤه
النمر الوردي (بالإنجليزية: Pink Panther and Pals)‏، برنامج رسوم متحركة من إنتاج كرتون نتورك ويتألف من 26 حلقة تم إنتاجها في سنة 2010، وكل حلقة تتألف من ثلاثة أجزاء، الجزء الأول عن النمر الوردي، الجزء الثاني عن أكل نمل ونملة، الجزء الثالث عن النمر الوردي، ويعرض على قناة نون للاطفال وكرتون نتورك. قناة ماجد

## روابط خارجية
- النمر الوردي وأصدقاؤه على موقع IMDb (الإنجليزية)
- النمر الوردي وأصدقاؤه على موقع ميتاكريتيك (الإنجليزية)
- النمر الوردي وأصدقاؤه على موقع روتن توميتوز (الإنجليزية)
- النمر الوردي وأصدقاؤه على موقع فيلمافينيتي (الإسبانية)
- النمر الوردي وأصدقاؤه على موقع كينوبويسك (الروسية)
- النمر الوردي وأصدقاؤه على موقع قاعدة بيانات الفيلم (الإنجليزية)